# 강재량
강재량(康才良, 1917년 5월 2일 ~ 1994년 12월 9일)은 대한민국의 국회의원이다.

## 학력
- 제주공립농업학교졸업
- 대구사범학교강습과수료
- 일본나고야고등공업학교기계공학과졸업

## 경력

### 국회의원이외의 경력
- 동양척식주식회사 제주공장 기수
- 제주주정공업(주)전무취체역
- 삼양기업(주)사장
- 제주도의회의장
- 제주도기선(주)사장
- 제주도체육회장
- 재단법인제주여자학원이사

### 국회의원 경력
- 대한민국의 제5대 참의원 : 민주당(제주도 제1부)